# Abacena rectilinea
Abacena rectilinea là một loài bướm đêm trong họ Noctuidae.